# Natgeogia rastellata
Natgeogia rastellata es una especie de arañas migalomorfas de la familia Barychelidae. Es el único miembro del género monotípico Natgeogia. Se encuentra en Nueva Caledonia.